# Provincia del Verbano-Cusio-Ossola
La provincia del Verbano-Cusio-Ossola, sigla VB, abbreviata in VCO e conosciuta anche come provincia azzurra, è una provincia italiana del Piemonte di 153 564 abitanti, costituita nel 1992 scorporando 77 comuni dalla provincia di Novara. Il numero dei comuni si è poi ridotto a 74 per la fusione di Seppiana e Viganella nel comune di Borgomezzavalle nel 2016, e per la fusione di Cavaglio-Spoccia, Cursolo-Orasso e Falmenta nel comune di Valle Cannobina nel 2019. Il capoluogo provinciale è la città di Verbania; per questo è a volte impropriamente chiamata provincia di Verbania. Alcuni uffici della Provincia sono situati a Domodossola.
Situata nella parte settentrionale della regione, confina a nord-est e a nord-ovest con la Svizzera (rispettivamente con Canton Ticino e Canton Vallese), ad est con la Lombardia (provincia di Varese, esclusivamente tramite il lago Maggiore), a sud con la provincia di Novara e a sud-ovest con quella di Vercelli. Il territorio della provincia rappresenta l'area nordoccidentale dell'Insubria e l'ente provinciale è membro della comunità della Regio Insubrica.
Insieme con la provincia del Sud Sardegna e la provincia di Gallura - Nord Est Sardegna (ex provincia di Olbia - Tempio), è oggi l'unica provincia italiana nel cui nome non compare per intero il nome della città capoluogo. Assieme a quelle di Sondrio e Belluno, è anche una delle tre province ordinarie interamente montane.

## Geografia fisica
La provincia aggrega quattro territori geograficamente distinti: l'Ossola (interamente), il Verbano (porzione occidentale), il Cusio (porzione settentrionale) e il Vergante (porzione settentrionale); tuttavia i primi tre territori citati sono quelli principali e costituenti la triplicità del nome provinciale. Demograficamente il territorio più popoloso è l'Ossola (65 000 abitanti), seguito dal Verbano (47 000), Cusio (30 000) e Vergante (12 000).

### Geografia politica
I centri abitati più importanti sono Verbania, Omegna e Domodossola, rispettivamente nel Verbano, nel Cusio e nell'Ossola; altri centri importanti sono Gravellona Toce (baricentro provinciale), Villadossola, Cannobio e Stresa.

### Territorio

Le valli del VCO con relativi toponimi

Il territorio della provincia è quasi interamente collinare e montuoso, le uniche zone relativamente pianeggianti sono il fondo valle ossolano lungo il corso del fiume Toce, da Crevoladossola alla foce nel Lago Maggiore, e la piana di Intra. L'altitudine varia dai 193 m s.l.m. del lago Maggiore ai 4634 m s.l.m. del Monte Rosa.
Le sezioni alpine che interessano la provincia sono le Alpi Pennine (in particolare le Alpi del Monte Rosa, Contrafforti valsesiani del Monte Rosa e le Alpi Cusiane) e le Alpi Lepontine (in particolare le Alpi del Monte Leone e del San Gottardo e le Alpi Ticinesi e del Verbano).

#### Valli
Il territorio del Verbano-Cusio-Ossola è ricco di numerose valli, sia principali, sia secondarie; fra quelle principali ricordiamo la Val d'Ossola, Val Vigezzo, Valle Antrona, Valle Anzasca, Val Bognanco, Val Divedro, Valle Antigorio-Formazza, Val Corcera, Valle Strona, Valle Cannobina e la Val Grande.

### Idrografia e clima
La provincia comprende buona parte della sponda piemontese del Lago Maggiore (o Verbano) da Belgirate al confine svizzero, oltre al piccolo Lago di Mergozzo e la porzione settentrionale del lago d'Orta (o Cusio).
Il corso d'acqua più importante è il fiume Toce, immissario del Lago Maggiore e principale tributario del Ticino. Il Toce scorre lungo l'intera Val d'Ossola, da nord a sud, raccogliendo la acque dei torrenti che scendono dalle valli laterali. L'intera provincia appartiene al bacino idrografico del Ticino in quanto tutte le acque, direttamente o indirettamente, confluiscono nel Lago Maggiore. Il clima varia molto a seconda della zona considerata: sulle vette più alte (oltre i 3 000 metri) troviamo un clima nivale con temperature sotto lo zero per gran parte dell'anno, sui rilievi e nelle valli secondarie il clima è alpino con inverni lunghi freddi e molto nevosi, ed estati brevi e fresche.
Nelle aree pianeggianti dell'Ossola, fino in prossimità del Lago Maggiore, il clima è prealpino, con inverni freddi e moderatamente nevosi ed estati calde (anche se in misura minore rispetto a molte zone della Pianura Padana). Sulle rive del lago Maggiore predomina un clima temperato con inverni freddi, ma più miti rispetto alle zone interne, ed estati calde, ma anch'esse mitigate dalla presenza dell'ampio bacino lacustre. In estate la zona è interamente interessata da forti temporali, mentre in inverno le nevicate sono molto abbondanti sui rilievi alpini e nelle valli, accumuli più modesti, anche se talvolta abbondanti interessano le zone pianeggianti dell'Ossola e le rive del Lago Maggiore. Le precipitazioni sono molto abbondanti, specialmente in autunno e primavera, e ciò fa del Verbano-Cusio-Ossola una delle zone più piovose d'Italia.

## Storia
Le vicende della provincia del Verbano-Cusio-Ossola sono strettamente collegate al territorio novarese, da cui dipendeva fino al 1992, anno della creazione della provincia.
Già dal II secolo a.C. era attivo sul Passo del Sempione un sentiero romano che conduceva alla Civitas Vallensium, ossia al Canton Vallese. Raggiunto dal Cristianesimo tra i secoli IV e V, dopo la caduta dell'Impero romano d'Occidente, il territorio fu occupato prima dagli Ostrogoti e poi dai Longobardi, inframezzati dalla riconquista romana dell'Italia. Nel 774 Carlo Magno conquistò il regno longobardo e nel 776, dopo la rivolta del duca del Friuli Rotgaudo, lo suddivise in comitati. In ogni caso, nel territorio dell'attuale provincia il potere vescovile rimase marcato e relativamente regolare attraverso i secoli, ed esteso fino ai lembi estremi della Val d'Ossola (Val Formazza e Val Divedro). Nel 1291 il conte di Castello vendette Sempione e Gondo al vescovo di Sìon Boniface de Challant. Successivamente, intorno al XV secolo, i contrasti interni al capoluogo Novara portarono l'intero territorio a scivolare in possesso della famiglia Visconti di Milano e successivamente in mano agli Sforza.
A questo punto avvenne il dominio spagnolo, che durò alcuni secoli, finché all'inizio del XVIII secolo, il territorio venne conquistato dai Savoia con Vittorio Amedeo II (trattato di Utrecht), e tali rimasero durante la dominazione napoleonica, fino all'unificazione del Regno d'Italia. Con il Decreto Rattazzi, rispetto alla Provincia di Novara, all'attuale VCO spettano il Circondario di Domodossola e la parte settentrionale di quello di Pallanza.
Nel 1929 il comune di Campello Monti, fino ad allora appartenente alla Provincia di Vercelli, venne aggregato a Valstrona (allora in provincia di Novara e oggi in quella del VCO). Nel 1976 fu istituito il circondario autonomo del Verbano-Cusio-Ossola, con sedi a Domodossola, Omegna e Verbania; nel mentre venne fondata l'Unione Ossolana per l'Autonomia e ciò, a seguito di pressioni esercitate sul governo romano, fece giungere nel 1992 all'istituzione della provincia del Verbano-Cusio-Ossola.
Il 21 ottobre 2018 si è tenuto un referendum consultivo sull'ipotesi di distacco del territorio provinciale dal Piemonte al fine di aggregarlo alla Lombardia. Data la bassa affluenza alle urne, attestatasi a 47 603 votanti totali a fronte della necessità di 71 688 voti favorevoli, la proposta di cambiare Regione è stata dichiarata respinta.

### Simboli
Lo stemma è stato concesso con decreto del presidente della Repubblica del 19 luglio 1999.
I monti alludono alle Alpi e la chiave rappresenta il valico del Sempione, chiave d'accesso all'Italia. Le onde richiamano i molti laghi della parte meridionale della provincia, e anche le armi dei Borromeo, famiglia con forti legami con il territorio.

## Monumenti e luoghi d'interesse

### Aree naturali
Circa il 38% del territorio provinciale è rappresentato da aree protette a conferma dell'elevato valore ambientale presente.
La provincia comprende nel suo territorio il Parco Nazionale della Val Grande.

#### Parchi naturali regionali
- Parco naturale dell'Alpe Veglia e dell'Alpe Devero
- Parco naturale dell'Alta Valle Antrona
- Parco naturale dell'Alta Val Sesia e dell'Alta Val Strona (in parte nella provincia di Vercelli)

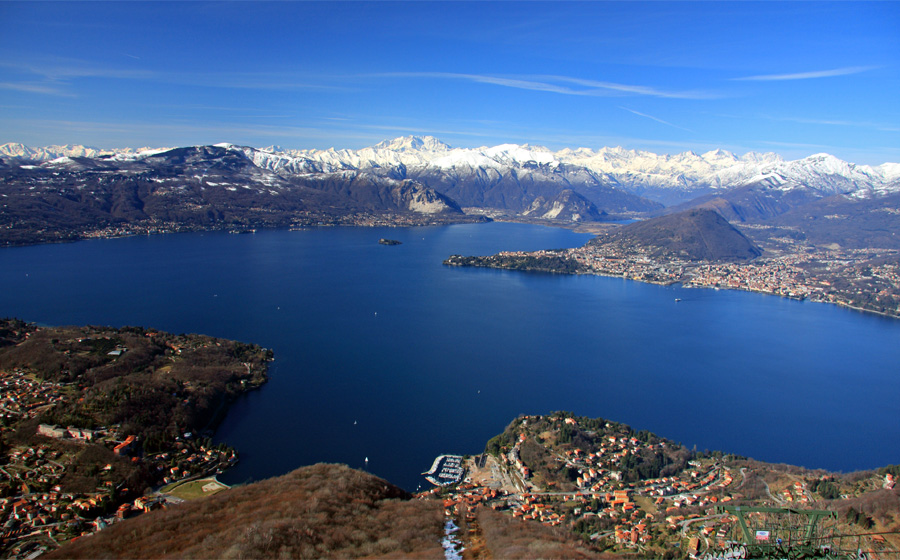
Lago Maggiore

#### Riserve naturali regionali
- Riserva naturale speciale di Fondotoce (IT1140001)

Siti di interesse comunitario SIC:
- Campello Monti (IT1140003)
- Rifugio M.Luisa (Alta Val Formazza) (IT1140004)
- Greto del Toce tra Domodossola e Villadossola (IT1140006)
- Boleto - Monte Avigno (IT1140007)

## Società

### Etnie e minoranze straniere
Al 1º gennaio 2018 gli stranieri residenti nella provincia erano 10 243, ossia il 6,4% della popolazione.
- Ucraina: 2 267
- Romania: 1 293
- Marocco: 1 177
- Cina: 770
- Albania: 611
- Senegal: 450
- Germania: 246

### Lingue e dialetti
La Carta dei dialetti d'Italia, del linguista Giovan Battista Pellegrini, inquadra il territorio tra il Ticino e la Sesia (Novarese) come area di transizione. Inserita nella regione linguistica lombarda (III), la zona viene definita come "area mista di complessa classificazione", evidenziando una realtà dove isoglosse lombardo-occidentali (insubre) e piemontesi si incontrano e si sovrappongono sul territorio. Più netto è il giudizio di altri linguisti. Gaetano Berruto, nel 1974, scriveva: «Il Novarese e l'Ossola presentano parlate di carattere ormai spiccatamente lombardo, specialmente per quel che riguarda l'intonazione e il lessico, che si oppone concordemente al lessico tipico panpiemontese, concordando col lessico tipico lombardo...». Più recentemente, Tullio Telmon, alla voce "Piemont" ed Ottavio Lurati in "Lombardei und Tessin", del Lexicon, hanno escluso le parlate della provincia del Verbano-Cusio-Ossola dal complesso dei dialetti piemontesi attribuendole alla sezione occidentale del diasistema lombardo. In particolare l'ossolano, rileva Telmon, rientra nel lombardo di tipo alpino che raccoglie le parlate lombarde più conservatrici. Ancora Michele Loporcaro nella sua panoramica delle aree dialettali italiane settentrionali definisce le varietà dell'Ossolano e del Novarese come "francamente lombarde". Più definita, dunque, appare la posizione del VCO, dove ossolano e verbanese mostrano stretta affinità tanto con le parlate ticinesi del Sopraceneri quanto, nel secondo caso, con i dialetti del Varesotto, non costituendo il Lago Maggiore un confine culturale, bensì un tramite di rapporti materiali e linguistici tra le popolazioni delle due sponde e dei due stati. Nella zona del Cusio le parlate locali rlvelano già elementi piemontesi, specialmente nei centri prossimi alla Valsesia.
Dall'Ossola e dalle valli del Verbano, rispettivamente, provengono due importanti attestazioni del milanese letterario. Il domese Giovanni Capis, storico e giurista, è l'autore del Varon Milanes, dizionario etimologico del lessico milanese. I rustici dialetti delle valli della sponda occidentale del Lago Maggiore furono la base linguistica per quel pasticcio letterario che espresse per lungo tempo (dalla metà del '500 a tutto il '700) il filone della poesia satirica e carnascialesca a Milano (La Bedie di Fechin dol Lagh Mejò).
A Macugnaga e soprattutto in Val Formazza sono tuttora vive parlate di tipo alemanno (Walser), espressione di comunità giunte dal confinante Vallese nel corso del medioevo. Altri insediamenti walser presenti sul territorio, come Ornavasso e Campello Monti, sono ormai da tempo di parlata romanza. Le parlate walser del VCO sono riconosciute come una delle quattro lingue storiche presenti sul territorio piemontese, e come tali degne di tutela e di protezione, in base alle leggi regionali numero 26 del 1990 e numero 37 del 1997.

### Religione
Tutti i comuni della provincia fanno parte, in ambito ecclesiastico, della diocesi di Novara, suddivisa qui nei vicariati del Verbano (54 parrocchie), Cusio (32 parrocchie) e Ossola (67 parrocchie). Dal 2012 vescovo di Novara è Franco Giulio Brambilla. Nell'alto Verbano, Cannobio e la sua pieve furono aggregate alla diocesi novarese solamente nel 1818, essendo prima parte dell'arcidiocesi di Milano. Quale legame con la città meneghina tutte le parrocchie dell'antica pieve conservano tuttora il rito ambrosiano. Tentativi di istituire una diocesi locale con sede nel comune di Pallanza (1700-1800 circa), caddero nel vuoto. Nella provincia sono inoltre presenti importanti centri Buddisti (Albagnano o Bordo). Sono presenti anche ferventi tradizioni pagane come quelle legate alle Strie (streghe) ossolane e altre comunità religiose non limitate all'ambito cattolico.

## Economia
Punto di forza dell'economia locale è il turismo, sia lacustre sia montano, caratterizzato dall'ampia presenza di villeggianti stranieri (prevalentemente svizzeri, tedeschi, francesi e olandesi); i luoghi di maggior interesse turistico sono le coste del Lago Maggiore (da Cannobio a Belgirate, con particolare attenzione alla città di Stresa, rinomata per i suoi lussuosi hotel), del Lago d'Orta, del Lago di Mergozzo e le vallate alpine, le quali permettono di percorrere numerosi itinerari (le località più suggestive sono Macugnaga, Formazza e Santa Maria Maggiore).

## Trasporti e vie di comunicazione

### Strade

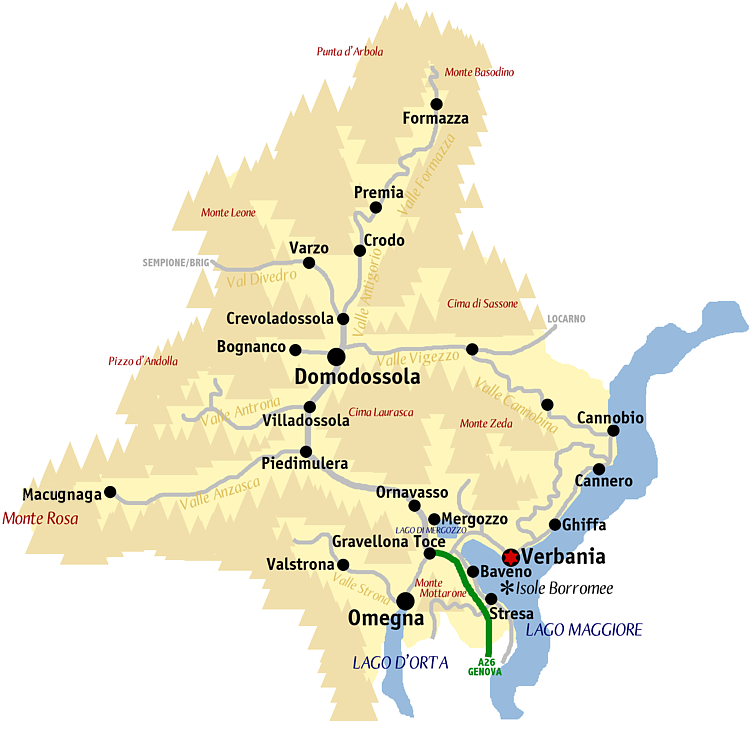
Carta della provincia

Il sistema stradale si innesta sulla più importante arteria della provincia, la strada statale 33 del Sempione, che collega Milano col Passo del Sempione, e che taglia in due il territorio attraversandolo da sud a nord. Da questa strada dipartono poi altre strade importanti, come la strada statale 34 del Lago Maggiore e la strada statale 337 della Val Vigezzo; oltre a queste, numerosissime strade di collegamento locale, tra cui la strada statale 229 del Lago d'Orta, che arriva da Novara, la strada statale 549 di Macugnaga, che si inoltra nella valle Anzasca, la strada statale 659 di Valle Antigorio e Val Formazza e molte altre strade provinciali.

#### Autostrade
- Autostrada A26 Genova Voltri-Gravellona Toce: parte dalla costa sul mar Ligure in corrispondenza di Voltri (GE), dopo aver attraversato il nodo di Alessandria, il Vercellese e tutto il Novarese, arriva fino a Ornavasso (dove si immette sulla variante a scorrimento veloce della SS 33).

#### Strade statali
- del Sempione: Milano – Sesto Calende (VA) - Castelletto sopra Ticino (NO) - Arona (NO) - Stresa – Gravellona Toce – Domodossola – Confine di Stato di Iselle – Passo del Sempione.

Nella tratta dalla periferia nord di Gravellona Toce (dove termina l'A26) fino a Iselle, il tracciato attuale, aperto in fasi successive fra gli anni ottanta e i primi anni 2000, è a scorrimento veloce, sotto forma di strada a scorrimento veloce a carreggiate separate (mentre il tracciato più antico è stato declassato a strada provinciale), benché, a causa del tracciato ricco di curve a stretto raggio, sia classificata come strada di tipo C (strada extraurbana secondaria), quindi con una limitazione di velocità a 90 km/h.
- del Lago Maggiore: Gravellona Toce – Verbania – Ghiffa – Oggebbio – Cannero Riviera – Cannobio – Confine di Stato di Piaggio Valmara.
- della Valle Cannobina: Cannobio - Valle Cannobina - Finero - Malesco.
- della Val Vigezzo: Masera – Druogno – Santa Maria Maggiore – Malesco – Re – Confine di Stato di Ponte Ribellasca.
- di Valle Antigorio e Val Formazza: Crevoladossola – Crodo – Baceno – Premia – Formazza.

#### Strade regionali
Strade statali che per alcuni anni sono divenute strade regionali con il decreto legislativo n. 112 del 1998 e declassate infine a strade provinciali con la legge regionale Piemonte 6 agosto 2007 n. 18 (BUR 9/8/2007 n. 32). Nel 2021 entrambe queste strade sono tornate statali.
- Strada statale 229 del Lago d'Orta: Novara – Borgomanero (NO) - Gozzano (NO) - Omegna – Gravellona Toce.
- Strada statale 549 di Macugnaga: Piedimulera – Calasca Castiglione – Bannio Anzino – Vanzone con San Carlo – Ceppo Morelli – Macugnaga.

#### Strade provinciali
La numerazione del patrimonio stradale della provincia risulta incompleta, per il fatto che molte strade appartengono ancora alla Provincia di Novara, dalla quale Verbania si staccò nel 1992. Infatti, fino a tale data, le strade erano tutte gestite dalla Provincia di Novara, che le numerò progressivamente dalla data di presa in gestione. I numeri di classificazione, fino al 165, risultano ancora quelli della gestione novarese e non si trovano doppioni tra le due province.

### Ferrovie
Le principali ferrovie della Provincia del Verbano-Cusio-Ossola sono:
- Milano-Domodossola via Arona: si tratta di una linea molto importante, inaugurata già nel secolo XIX. È una delle principali linee di collegamento tra l'Alto Piemonte e l'area metropolitana milanese, specie per lavoratori e studenti pendolari. Le stazioni principali della provincia, su questa tratta sono: Domodossola, Verbania-Pallanza e Stresa.
- Domodossola-Briga via Sempione: Prosecuzione della Milano–Domodossola, rappresenta una delle principali linee di collegamento tra l'Italia e la Svizzera tramite il valico ferroviario del Sempione. Le stazioni principali della provincia, su questa tratta sono: Crevoladossola e Varzo.
- Novara-Domodossola via Lago d'Orta: si tratta di una linea che serve l'Ossola e il Cusio, partendo da Novara. Le stazioni principali della provincia, su questa tratta sono: Premosello Chiovenda, Ornavasso, Gravellona Toce e Omegna. È una linea a binario singolo elettrificata, prevalentemente usata per i treni merci porta camion, in viaggio fra Novara e il nord Europa.
- Domodossola-Locarno: si tratta di una linea a scartamento ridotto (metrico) che serve la Valle Vigezzo e, in territorio svizzero, le Centovalli.

## Amministrazione
La provincia è stata istituita per decreto legislativo numero 277 del 30 aprile 1992 (resa però attiva con le elezioni amministrative del 1995), per scorporo dalla provincia di Novara.
Ha sede centrale nel comune di Verbania. Questo è il luogo ove hanno sede gli uffici di presidenza, del segretario generale, delle segreterie di giunta e del consiglio provinciale. Tuttavia la Provincia ha altre sedi nei comuni di Domodossola (uffici provinciali dei Settori III e IV), Baveno (servizio formazione e politiche del lavoro), Crevoladossola e Gravellona Toce.
Per quanto concerne gli uffici statali, si è cercato di distribuirli equamente nei centri principali del territorio: la Questura, i comandi provinciali dei Carabinieri, dei vigili del fuoco e della Guardia di Finanza, hanno sede nel capoluogo, Verbania; la Motorizzazione Civile e il Pubblico Registro Automobilistico hanno sede a Domodossola; l'INPS ha sede a Gravellona Toce; l'ASL ha sede a Omegna. La Camera di commercio ha invece sedi a Baveno e Domodossola.

### Consiglio provinciale
Il Consiglio provinciale è composto da 10 membri, più il Presidente:
- Alessandro Lana - Presidente (lista VCO Provincia d'Europa)
- Rino Porini - Vice-Presidente (lista VCO Provincia d'Europa) con delega a: Viabilità, Trasporti, Tutela faunistica
- Giandomenico Albertella (capogruppo lista VCO Provincia d'Europa) con delega a: Bilancio, Edilizia scolastica, Turismo, Pianificazione territoriale, PNRR
- Ivan Rainoldi (lista VCO Provincia d'Europa) con delega a: Rapporti con Enti Locali, Patti territoriali, Gasdotti, Oleodotti, Elettrodotti
- Magda Verazzi (lista VCO Provincia d'Europa) con delega a: Programmazione piste ciclabili, Politiche comunitarie per lo sport
- Chiara Pagani (lista VCO Provincia d'Europa)
- Simone Racco (lista VCO Provincia d'Europa)
- Stefano Costa (lista Progetto VCO)
- Lucio Scarpinato (lista Progetto VCO)
- Cinzia Vallone (lista Progetto VCO)
- Emanuele Vitale (lista Progetto VCO)

## Comuni

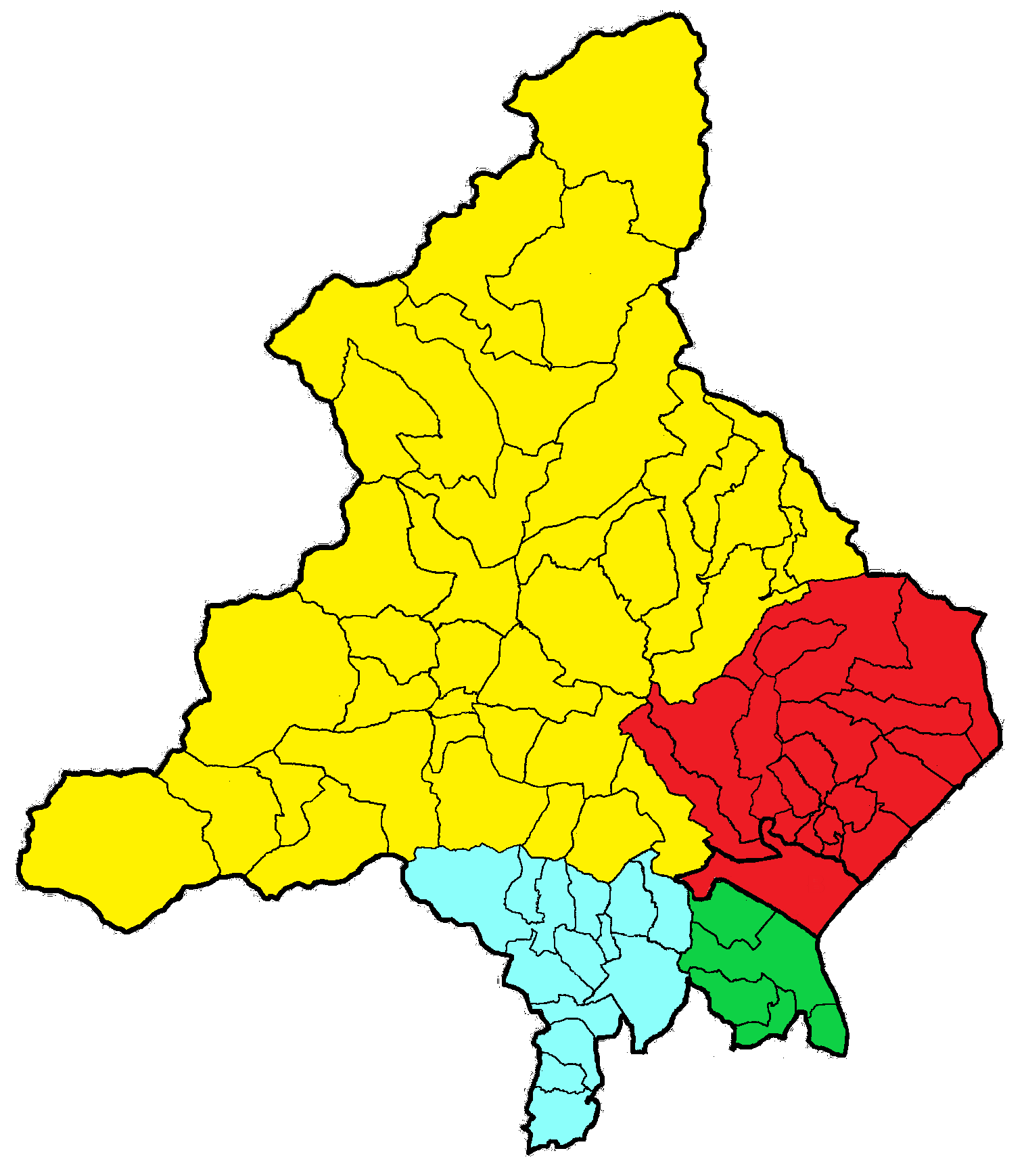
Carta dei confini comunali della provincia del VCO, in cui i diversi colori rappresentano i territori costitutivi: rosso Verbano, azzurro Cusio, giallo Ossola e verde Vergante

Gonfalone provinciale

Appartengono alla provincia del Verbano-Cusio-Ossola i seguenti 74 comuni:
- Antrona Schieranco
- Anzola d'Ossola
- Arizzano
- Arola
- Aurano
- Baceno
- Bannio Anzino
- Baveno
- Bee
- Belgirate
- Beura-Cardezza
- Bognanco
- Borgomezzavalle
- Brovello-Carpugnino
- Calasca-Castiglione
- Cambiasca
- Cannero Riviera
- Cannobio
- Caprezzo
- Casale Corte Cerro
- Ceppo Morelli
- Cesara
- Cossogno
- Craveggia
- Crevoladossola
- Crodo
- Domodossola
- Druogno
- Formazza
- Germagno
- Ghiffa
- Gignese
- Gravellona Toce
- Gurro
- Intragna
- Loreglia
- Macugnaga
- Madonna del Sasso
- Malesco
- Masera
- Massiola
- Mergozzo
- Miazzina
- Montecrestese
- Montescheno
- Nonio
- Oggebbio
- Omegna
- Ornavasso
- Pallanzeno
- Piedimulera
- Pieve Vergonte
- Premeno
- Premia
- Premosello-Chiovenda
- Quarna Sopra
- Quarna Sotto
- Re
- San Bernardino Verbano
- Santa Maria Maggiore
- Stresa
- Toceno
- Trarego Viggiona
- Trasquera
- Trontano
- Valle Cannobina
- Valstrona
- Vanzone con San Carlo
- Varzo
- Verbania
- Vignone
- Villadossola
- Villette
- Vogogna

### Comuni più popolosi
Di seguito è riportata la lista dei dieci comuni della provincia del Verbano-Cusio-Ossola più popolosi, aggiornata al 31/08/2024.:
| Posizione | Stemma | Città              | Popolazione (ab) | Superficie (km²) | Densità (ab/km²) | Altitudine (m s.l.m.) | Altitudine Minima (m s.l.m.) | Altitudine Massima (m s.l.m.) |
| --------- | ------ | ------------------ | ---------------- | ---------------- | ---------------- | --------------------- | ---------------------------- | ----------------------------- |
| 1ª        |        | Verbania           | 30 007           | 37,62            | 798              | 197                   | 193                          | 693                           |
| 2ª        |        | Domodossola        | 17 688           | 36,89            | 479              | 272                   | 238                          | 2 635                         |
| 3ª        |        | Omegna             | 14 162           | 30,37            | 466              | 295                   | 248                          | 1 437                         |
| 4ª        |        | Gravellona Toce    | 7 569            | 14,21            | 533              | 211                   | 195                          | 1 309                         |
| 5ª        |        | Villadossola       | 6 262            | 18,73            | 334              | 257                   | 226                          | 1 580                         |
| 6ª        |        | Cannobio           | 5 015            | 52,53            | 95,5             | 214                   | 193                          | 2 187                         |
| 7ª        |        | Stresa             | 4 645            | 35,36            | 131              | 200                   | 193                          | 1 491                         |
| 8ª        |        | Baveno             | 4 565            | 17,10            | 267              | 205                   | 193                          | 975                           |
| 9ª        |        | Crevoladossola     | 4 447            | 39,87            | 112              | 375                   | 278                          | 2 431                         |
| 10ª       |        | Casale Corte Cerro | 3 344            | 12,52            | 267              | 372                   | 225                          | 1 702                         |

### Unioni montane di comuni
Nel territorio provinciale sono presenti le seguenti unioni di comuni (4 nell'Ossola, 3 nel Verbano e 2 nel Cusio):
- Unione di comuni del Lago Maggiore
- Unione montana di comuni Alta Ossola
- Unione montana dei comuni di Arizzano, Premeno e Vignone
- Unione montana di comuni del Cusio e del Mottarone
- Unione dei comuni montani Media Ossola
- Unione montana di comuni della Valle Strona e delle Quarne
- Unione montana di comuni della Valle Vigezzo
- Unione montana di comuni delle Valli dell'Ossola
- Unione montana di comuni Valgrande e del Lago di Mergozzo

## Cultura

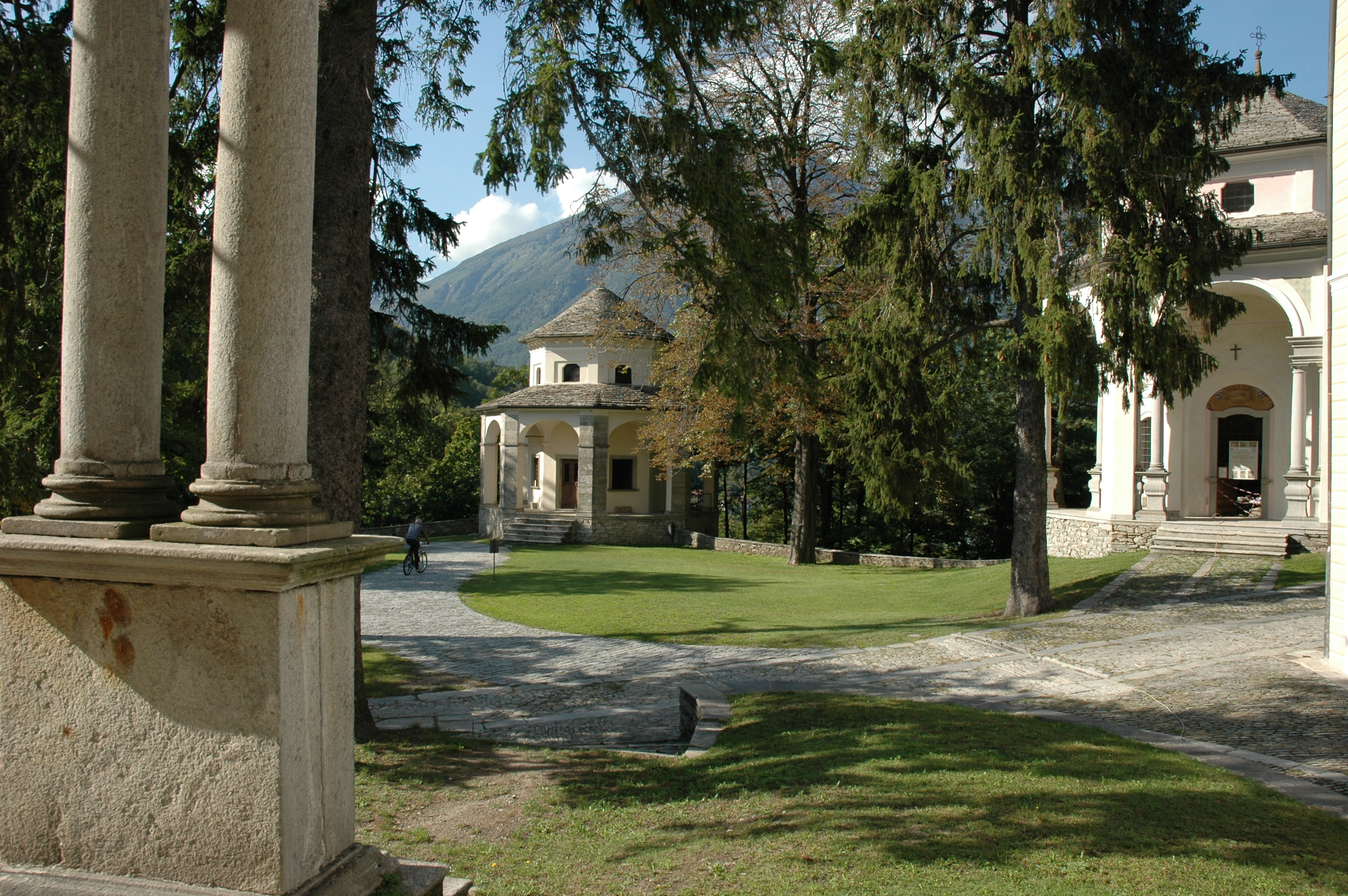
Sacro Monte di Domodossola. Percorso devozionale con le Stazioni 9 e 11

Nella provincia del Verbano-Cusio-Ossola sono presenti due Sacri Monti, che nel 2003 sono stati inseriti dall'UNESCO nella Lista del Patrimonio dell'Umanità insieme ad altri cinque piemontesi e lombardi.

### Sacri Monti
- Riserva naturale speciale del Sacro Monte Calvario di Domodossola
- Riserva naturale speciale del Sacro Monte della Santissima Trinità di Ghiffa

La provincia rientra nel progetto CoEUR - Nel cuore dei cammini d'Europa, percorso devozionale che tocca anche i 2 Sacri Monti.

### Musei
- Casa Museo della Montagna, Crodo
- Museo Casa Walser, Macugnaga
- Museo della miniera della Guia, Macugnaga
- Museo multimediale UniversiCà, Druogno
- Museo del Parco Nazionale della Val Grande (parte dell'Ecomuseo Ed Leuzerie e di Scherpelit), Malesco
- Museo dello spazzacamino, Santa Maria Maggiore
- Museo La cà di Feman de la piaza, Villette
- Museo di Palazzo San Francesco, Domodossola
- Museo di Palazzo Silva, Domodossola
- Museo di scienze naturali del Collegio Mellerio Rosmini, Domodossola
- Museo sempioniano, Domodossola
- Sala storica della Resistenza, Domodossola
- Castello Visconteo, Vogogna
- Museo del paesaggio, Verbania
- Casa della Resistenza, Verbania
- Museo civico dei costumi e delle tradizioni locali, Gurro
- Museo Rosminiano - Centro Studi, Stresa
- Museo Borromeo, Isola Bella
- Museo etnografico e dello strumento musicale a fiato, Quarna Sotto
- Museo dell'industria dei prodotti casalinghi "FORUM", Omegna
- Museo della Latteria Consorziale Turnaria, Casale Corte Cerro
- Museo dell'ombrello e del parasole, Gignese

### Media

#### Stampa
Vi sono due quotidiani che hanno pagine dedicate al Verbano Cusio Ossola, ovvero La Stampa e La Prealpina. Due i settimanali: Eco Risveglio (che ha due edizioni, una in edicola il mercoledì dedicata al Verbano e al Cusio e una pubblicata il giovedì e dedicata all'Ossola) e la Stampa Diocesana Novarese, che a seconda della zona presenta un nome diverso (Il Verbano, Il Popolo dell'Ossola e L'Informatore del Cusio).

#### Radio
La principale emittente radiofonica locale, in quanto unica a trasmettere notiziari locali con un segnale che copre tutta la provincia, è Rvl La Radio, la cui sede è a Verbania. Le altre emittenti sono Radio RTO (con studi a Ghiffa), Radio Studio Star (Cannobio), Radio Spazio 3 (Omegna), Radio Esse Effe e Radio Studio 92 (Domodossola).
Negli anni 1970 e 1980 operarono numerose emittenti radiotelevisive: Nuova Radio Ossola FM 94,7, Radio Domo International FM 102,5, Radio Studio 103 FM 103, Radio Stereo 2000 FM 101, Radio T. Ossola In FM 92,5, 100,0 e 103,0, Radio Onda Verde, Radio Luna Nord, Radio City, Radio Villa, Radio Domo Intersound, Radio Valle (in Valle Vigezzo) e Tuttoradio (formata dall'unione di Radio Stereo 2000, Puntoradio 97 e Radio Domo International), FM 97,3, 100,200, 102,300, 102,500 (frequenze cedute a Radio Deejay e Radio Capital) Baveno ebbe negli anni 1980 una propria emittente radiofonica, Radio Baveno FM 103.4 MHz; all'emittente bavenese succedette la varesina Reteotto (oggi Otto FM). A Ramate di Casale Corte Cerro, sempre fra gli anni 1970 e 1980, trasmetteva RadioSole.

#### Televisione
L'unica emittente televisiva con sede nella provincia è Vco Azzurra TV, con sede a Verbania.